# Sonja Hurani
Sonja Hurani (* 13. September 1984 in Pforzheim) ist eine deutsche Schauspielerin und Sängerin mit arabischen Wurzeln.

## Leben
Sonja Hurani wurde als zweites Kind einer arabischen Familie geboren. Ihr Vater Saleh Hurani, geboren in Palästina, kam mit 25 Jahren als Kriegsflüchtling nach Deutschland. Ihre Mutter wurde in Tunesien geboren und kam nach ihrer Hochzeit ebenfalls nach Deutschland.
Seit ihrem 12. Lebensjahr steht Sonja Hurani als Gesangs-Solistin auf der Bühne. Gleichzeitig wirkte sie von ihrem 12. bis zu ihrem 19. Lebensjahr in verschiedenen Musical- und Theaterproduktionen im Kulturhaus Osterfeld Pforzheim mit. 2006 absolvierte sie auf dem Königin-Charlotte-Gymnasium in Stuttgart ihr Abitur und zog daraufhin nach Hamburg. Von 2006 bis 2008 machte sie dann als Stipendiatin eine Ausbildung zur Musicaldarstellerin an der Stageart Musical School. Ebenfalls mit Stipendium schloss sie 2010 ihre Ausbildung zur Musiktheater-Darstellerin an der Hamburg School of Entertainment ab.
Nach ihrer Ausbildung war Hurani zunächst mit verschiedenen Musical-Produktionen auf Tournee und an Theatern beschäftigt, unter anderem 2016, 2017, 2019 und 2021 in der Cosmos Factory, Worpswede. Von 2013 bis 2015 tourte sie außerdem als Backing Vocal mit dem Rapper Darkman Nana. 2013 stand sie im Fernsehfilm Stille Nächte in der Rolle der Filiz zum ersten Mal als Schauspielerin vor der Kamera. Danach folgten weitere Rollen im Fernsehfilm Das Romeo Prinzip und in der ZDF-Fernsehserie Sibel und Max.

## Filmografie
- 2014: Stille Nächte
- 2015: Das Romeo-Prinzip
- 2015: Sibel & Max
- 2022: SOKO Stuttgart (Fernsehserie, Folge: Was geschah mit Rabea K.?)
- 2022: Nachtschicht – Die Ruhe vor dem Sturm (Fernsehreihe)
- 2025: Totenfrau (Fernsehserie)